# استون پارک (ایلینوی)
استون پارک (به انگلیسی: Stone Park) یک روستا در ایالات متحده آمریکا است که در ایلینوی واقع شده‌است. استون پارک ۰٫۸۹ کیلومتر مربع مساحت و ۴٬۹۴۶ نفر جمعیت دارد.